# Podococcus
Podococcus es un género con dos especies de plantas con flores perteneciente a la familia  de las palmeras Arecaceae y el único miembro de la tribu Podococceae.  Es originario del África tropical, desde Nigeria a Angola.
Se encuentran en la selva tropical en las tierras bajas. El género al parecer nunca se produce a más de 200 km tierra adentro. Su distribución se ajusta aproximadamente a los límites del bosque de Biafra y asociaciones estrechamente relacionadas, y no se encuentra en post-cultivo o hábitat de la carretera.

## Taxonomía
El género fue descrito por G.Mann. & H.Wendl.  y publicado en Transactions of the Linnean Society of London 24: 426. 1864.
Etimología
Podococcus: nombre genérico que deriva de las palabras griegas: podos = "pie" y kokkus = semillas o bayas", en referencia a las características de las frutas.

## Especies
- Podococcus acualis
- Podococcus barteri[3]